# 90. pehotni polk (Italija)
90. pehotni polk Salerno/Cosseria (izvirno italijansko 90º Reggimento fanteria) je bil pehotni polk Kraljeve italijanske kopenske vojske.

## Zgodovina
Med prvo svetovno vojno je bil polk aktiven v Franciji ter med drugo svetovno vojno je bil nastanjen v Rusiji.